# Друга битва при Артуа

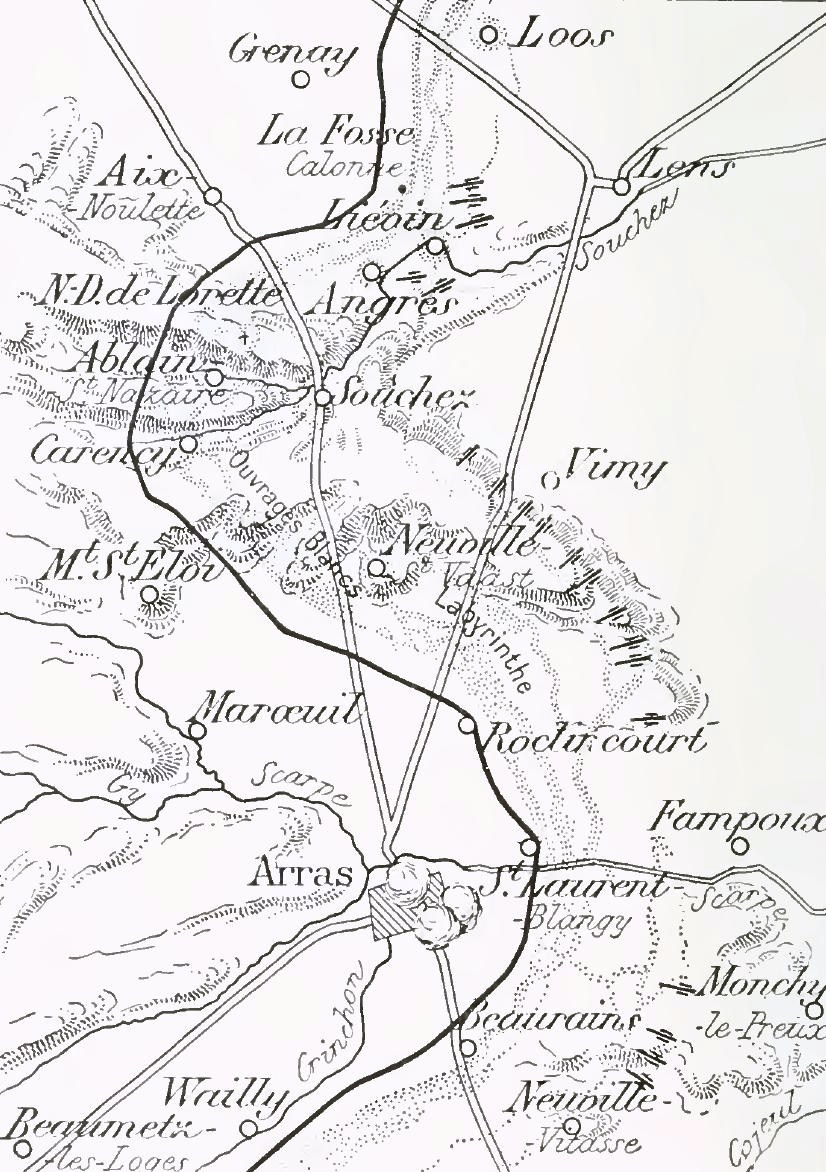
Положення сторін напередодні битви при Артуа в травні 1915 року

Друга битва при Артуа (фр. Deuxième bataille de l'Artois та нім. Lorettoschlacht; 9 травня — 18 червня 1915) — невдала наступальна операція військ Антанти на Західного фронту за часів Першої світової війни.
У ході боїв 1914 року німецькі війська в районі Реймса та Ам'єну утворили виступ, який нависаючи над позиціями союзних військ поблизу Аррасу, утворював велику загрозу на паризькому напрямку. У свою чергу, французькі оборонні позиції становили загрозу для кайзерівської армії й потенційно погрожували перерізати шляхи сполучення для німців між Аррасом та Реймсом. Спроби французького командування наступом зрізати цей виступ успіху не мали, проте союзники не припиняли розробляти плани щодо ліквідації навислої загрози.
З 21 квітня військами кайзера вели наступальну операцію на іпрському напрямку, яка переросла у так звану Другу битву на Іпрі. З 9 травня 1915 року британсько-французькі війська розпочали свій масштабний наступ в Артуа, маючи за мету розгром 6-ї армії німців та виходу на оперативний простір. На початку операції французам сприяв успіх, їм вдалося захопити хребет Вімі, однак німці змогли швидко перегрупуватися та контратаками відбили противника на більшості напрямків, змусивши союзників кинути майже половину відвойованої землі. Бої тривали протягом усього травня та до середини червня з перемінним успіхом, однак ані французам, ані британцям не вдалося переломити ситуацію на свою користь та досягти визначеної мети операції.
18 червня наступ на головному напрямку зупинився остаточно, місцеві бої точилися ще протягом тижня. Єдиним здобутком французької армії була ділянка місцевості 8 км завширшки та до 3 км в глибину, де вдалося відбити французьку землю у ворога, ціною життя 102 500 вбитих та поранених. Німецька 6-та армія втратила 73 072 чоловіки.

## Історія

### Передумови
Попри коштовних втрат у боях осені 1914-зими 1915 року, союзна армія вивчила багато уроків з цих поразок і вжила певних заходів в удосконалення тактики ближнього бою, методів ведення наступальних дій, модернізувала зброю та озброєння, зокрема важку артилерію, що була вкрай необхідна в боях на Західному фронті. Велику кількість великокаліберних артилерійських систем зосереджували на основних ділянках фронту.
З боку німецького командування до планів на весняну кампанію також були внесені зміни. Через катастрофу австро-угорської армії на Східному фронтові, яка протягом березня 1915 року втратила більше ніж 2 млн вояків у боях з російською армією, німці були змушені перекинути туди на посилення 11-у армію та скасувати свої наступальні плани на найближчий час. На Західному фронті в німецькій армії залишилося 97 дивізій проти 110—112 дивізій Франції, Великої Британії та Бельгії. Кайзерівські війська змушені були обмежитися тільки наступом у Фландрії — в Другій битві за Іпр (21 квітня — 25 травня) та в Аргоннському лісі західніше Вердена, намагаючись перерізати залізницю, що з'єднувала Париж з Верденом.
Водночас, на інших ділянках фронту німецькі війська інтенсивно нарощували свою систему оборони, удосконалювали оборонні позиції, будували другі та треті рубежі оборони на глибину до 2-3 км від лінії зіткнення сторін. За наказом німецького головнокомандувача фон Фалькенгайна перша лінія оборони зросла з однієї до трьох траншей.
Починаючи з січня 1915 року в районі Карансі, де союзники планували розпочати наступ, французькі сапери потай прорили мінні тунелі на глибину 2,4 км під німецькі позиції та розмістили під землею 30 тон вибухівки. Війська 10-ї французької армії, що оборонялася на цьому напрямку, постійно отримували підкріплення, тільки важкої артилерії було зосереджено 293 одиниці.
За планом наступальної операції, французи мали прорвати вузьку смужку в оборонних позиціях противника завширшки 15 км силами 10-ї армії, на напрямку головного удару шириною 10 км наступали одночасно три армійські корпуси — XVII, XX та XXXIII. Одночасно завдавалися допоміжні удари силами двох дивізій XXI корпусу на відрізі узгір'я Нотр-дам де Лорет та південніше селища Баєль-Сір-Берту. Головною метою наступу визначалося опанувати хребтом Вімі та закріпитися на ньому, щоб не допустити успішного проведення німцями контратак на цьому напрямку.
Через низку проблем французи не встигли своєчасно зосередити головні сили на напрямку удару та сконцентрувати свою артилерію, тому наступ неодноразово переносився і врешті-решт розпочався 9 травня. Бомбардування ворожих позицій армія союзників почала з 3 числа.

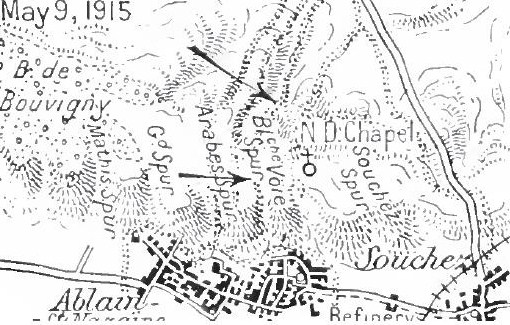
Карта наступу французьких військ на напрямку Нотр-дам де Лорет. 9 травня 1915 року

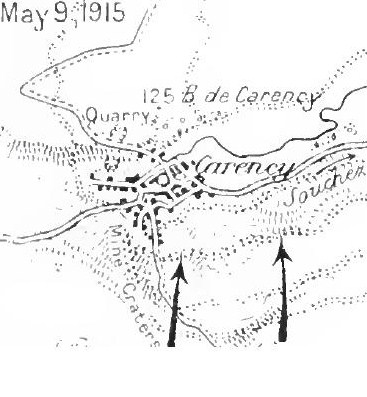
Карта наступу французьких військ на напрямку Карансі. 9 травня 1915 року

### Битва
Фінальна стадія артилерійської підготовки розпочалася о 6.00 ранку 9 травня. О 8 годин французи підірвали мінні галереї та посилили обстріл першої та другої позиції німецьких військ. О 10.00 піхота перейшла в атаку й з ходу, незважаючи на високі втрати в живій силі, опанувала три перші траншеї противника.
Однак, основні фортифікаційні пункти та осередки опору німців у переважній більшості залишилися незайманими й чинили запеклий опір французам, що намагалися прорватися далі вглиб ворожої оборони. По усьому фронту прориву зав'язалися осередкові бої з перемінним успіхом.
До вечора 9 травня французька 10-а армія захопила у полон близько 3 000 військовополонених, 10 гармат та 50 кулеметів.
10 числа Жоффр віддав наказ кинути на прорив кінноту та одночасно провести відволікаючі дії у напрямку Лооса.
Між протиборчими сторонами розпалилися артилерійські дуелі, кожна зі сторін намагалася вогнем примусити ворога відступити. Одночасно кайзерівські війська вжили декілька спроб провести контратаки та місцями здобули успіху, потіснивши французів.
Поступово на передовій для першого ешелону французьких військ утворилася складна ситуація; французька артилерія не могла підтримати свою війська через малі відстані до противника, а німці усе наполегливіше уражали їх, відрізавши від головних сил загороджувальним вогнем і блокуючи їхні спроби атакувати.
11 травня 10-а армія реорганізувалася, отримала поповнення та вжила наступну спробу потужним ударом розгромити війська 6-ї ворожої армії та прорватися вперед. Швидко маневруючи силами та засобами, німці ефективно відбивали ці атаки та блокували частини, що вирвалися уперед. Потужна атака 33-го французького корпусу наступати наштовхнулася на «стінку» гарматно-рушничного вогню та захлинулася. Ціною важких втрат французи закріпилися на невеличких ділянках фронту.

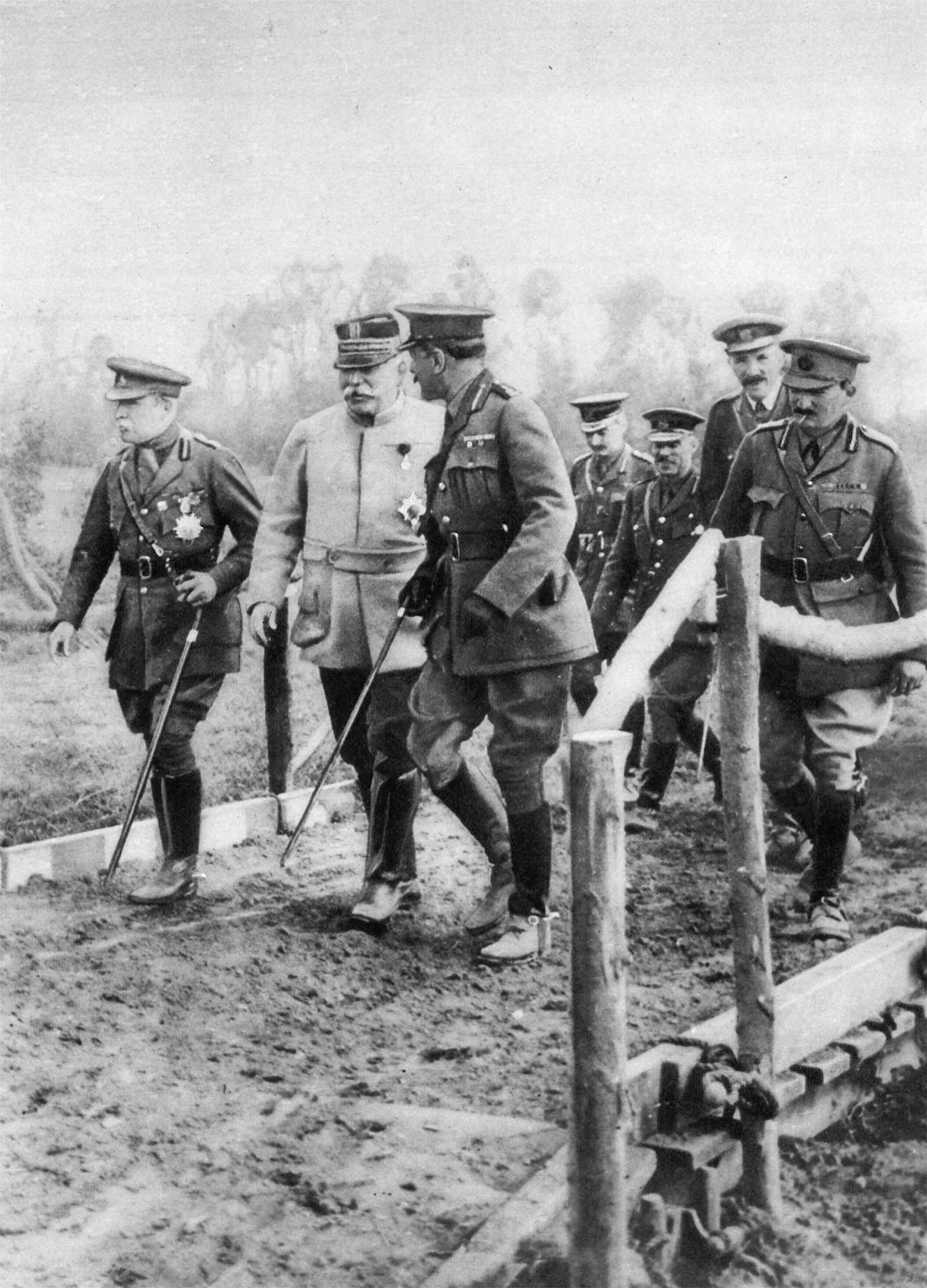
Французький генерал Ф.Фош та британські генерали Д.Хейг і Дж. Френч на фронті. 1915

На вечір 11 травня утворилася патова ситуація. Кожна спроба французьких військ наступати негайно наштовхувалася на масований артилерійський вогонь. Спроби IX корпусу на північному фланзі смуги прориву та X і XVII на південному фланзі атакувати 12 травня були легко відбити німецькою артилерією. Вогонь з кулеметних гнізд гасив на кореню будь-які спроби союзних військ піднятися в атаку.
13 травня німці в умовах сильного дощу спробували у свою чергу контратакувати, але ж були відбиті.
За станом на 14 травня французькі формування утримували більшу частину району Лорет та Карансі й поступово закріплялися на захоплених рубежах під турбуючим вогнем німецьких гармат та гаубиць.
Одночасно з наступом французьких військ британська 1-а армія генерала Хейга розпочала наступальну операцію на двох ділянках поблизу населеного пункту Нев-Шапель та Армантьєр. У бою біля пасма Обе, як він згодом став зватися, британські I та Індійський корпуси атакували південніше Ру-де-Бо та 4-й корпус північніше Фромель. За планом операції війська британської корони мали прорвати оборонні позиції ворога та опанувати пасмо Обе, яке панувало понад місцевістю.
Однак, через незадовільну артилерійську підготовку та погані погодні умови британцям не вдалося досягти ефективного ураження передових позицій німецьких військ. Спроба британської піхоти атакувати наштовхнулась на щільний кулеметний вогонь противника.
О 8:00 після паузи та інтенсивного 45-хвилинного артилерійського обстрілу британці вдруге атакували, але марно. Через декілька годин, о 17:00 союзні війська провели третю атаку й знову, незважаючи на інтенсивне бомбардування позицій противника, наступ захлинувся. Вчетверте, британське командування віддало наказ атакувати о 20:00, однак через неготовність та втрату 11 000 чоловіків, наступ був скасований.
12 травня, німецьке керівництво, запевнившись про те, що британці не планують продовжувати наступ, терміново перекинуло свої резерви на напрямок французького наступу.

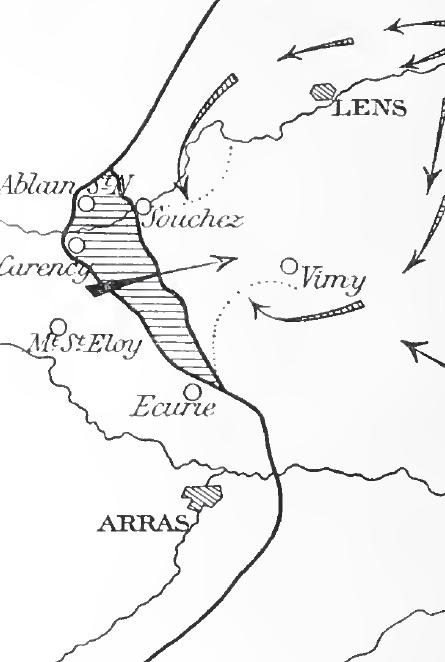
Карта наступу французьких військ з 9 травня по 18 червня 1915 року в районі Суше

З 12 травня 1915 року французьке командування, з'ясувавши неможливість прорвати німецьку оборону з ходу, віддало наказ на закріплення військ на захоплених рубежах та концентрацію свіжих сил і резервів. Начальник Генерального штабу французької армії генерал Жоффр надав на посилення 10-й армії 3-й армійський корпус. Французи розпочали інтенсивну підготовку до другої фази наступальної операції.
15 травня зайшлася друга хвиля наступу. Німці, міцно окопавшись, зустріли ряди тих, що атакували, масованим артилерійським та кинджальним кулеметним вогнем впритул, і невдовзі атака французьких підрозділів знову зійшла нанівець.
18 травня командувач 10-ї армії дивізійний генерал д'Юрба запросив вище командування на відведення своїх XVII та X корпусів з напрямку головного удару через зазнані ними великі втрати, але Фош наказав припинити наступ взагалі й обмежитися тільки веденням постійного турбуючого артилерійського вогню по позиціях німців.
У період з 18 травня до 15 червня французькі формування провадили низку невеликих за розмахом атак, одночасно закріплюючись на відвойованих позиціях та примножуючи систему фортифікаційних укріплень. За місяць боїв локального значення їм вдалося тільки визволити відріг Лорет та відбити ще низку тактичних об'єктів. Як результат, поступове «продавлювання» французькими військами німецької оборони створило уразливими їхні позиції біля населеного пункту Суше для наступу союзників із заходу та півдня.
Однак, систематичні наступальні дії союзників завдавали ним колосальних втрат. Як пізніше писав Петен, «безжальний загороджувальний вогонь німецької артилерії робив намагання союзників наступати надаремною тратою сил з мізерними шансами на успіх. Спроби французів організувати контрбатарейну боротьбу не вдалися, а призвели тільки до марної витрати боєприпасів, брак яких на фронті став відчуватися все гостріше».
О 23:30 вночі 15 травня британські підрозділи розпочали наступну хвилю скоординованих атак, цього разу використовуючи тактику облоги, тобто активно застосовуючи рухомий вогонь артилерії для захоплення невеликих плацдармів в обороні німців.
В такій спосіб британці поступово метр за метром вгризалися в оборонні рубежі противника, однак значного успіху не здобули. Хоча більшість окопів та опорних пунктів першого рубежу була захоплена, однак, німці отямившись вчинили запеклий спротив і зупинили подальше просування англійських формувань. З 16 по 25 травня атаки продовжувалися, але втративши 16 644 чоловіки, британські війська нарешті зупинилися та перейшли до глухої оборони на зайнятих рубежах. Німці за час оборонних боїв втратили близько 5 500 вояків.
За планами Фоша мету операції передбачалося досягти за 8 днів, у реалії це розтягнулося на 5 тижнів з мізерними результатами. Й хоча інтенсивність артилерійського вогню в міру розжарювання боїв зростала, так з 3 по 9 травня на артилерійську підготовку французи витратили 265 430 снарядів різного калібру, то з 16 по 18 червня — 718 551 снаряд, це не надало їм аніякої переваги.
У свою чергу, незважаючи на те, що німцям в цілому вдалося утримати займані рубежі та позиції, їм довелося витратити майже усі свої наявні резерви на цій ділянці Західного фронту. З початком наступу противника 6-а польова армія збільшила кількість важких гаубиць зі 100 до 209 та важких гармат з 74 до 98. Армія була вкрай вимотана бойовими діями і ОХЛ перекинула з резерву 6-й корпус. У резерві німецького командування на Західному фронті лишилися тільки потіпані 111-а, 123-я та 8-а Баварська резервна дивізії.

### Наслідки наступу
Розпочавши 9 травня наступальну операцію 5 французьких армійських корпусів атакували дві німецькі піхотні дивізії на фронті 25 км та прорвалися на глибину до 4 км між відрогом Лорет та Ла Таргет. Їм навіть вдалося опанувати висоту 145 — найвищу точку прилеглої місцевості на хребті Вімі, поки їх не вибила звідти контратаками баварська піхота. Погано організований та повільний маневр силами спровокував втрату французами ініціативи на напрямку головного удару та погіршив положення британської 1-ї армії в битві біля Обер, що билася на напрямку допоміжного удару.
Подальші спроби франко-британських військ «прогризати» ворожу оборону призвели до колосальних втрат у живій силі та техніці, перевитраті артилерійських боєприпасів. Фінальний результат такого роду наступу був жалюгідний. Першокласні французькі дивізії втратили в боях багато досвідчених бойових ветеранів, а це у свою чергу призвело до проблеми з їхньою заміною на тих, хто взагалі не був на фронті.
Опанувавши ціною втрати більше ніж 100 000 чоловіків, лише 16 квадратних кілометрів, французькі війська ненабагато поліпшили своє становище. Захоплені території стало важко обороняти, вони доволі легко оглядалися німецькими артилерійськими корегувальниками та піддавалися постійним обстрілам ворожої артилерії.

### Втрати
За офіційними даними Парижа в період з 3 травня по 18 червня 1915 року в боях в Артуа французькі війська втратили 102 500 чоловіків, зокрема 35 000 загиблими. Ще 37 500 військових загинули у наступних боях локального значення. Німецький історичний рейхсархів оцінює втрати союзників у 102 500 французьких та ще 32 000 британських вояків. З боку німецької армії військові втрати становили близько 30 000 чоловіків. У 2013 році історик Краузе оцінив загальні втрати французької сторони у 100 000—121 000 військовослужбовців та 50 000 — 80 000 німецьких солдатів та офіцерів.